# Deokjong av Goryeo
Deokjong av Goryeo, född 1016, död 1034, var en koreansk monark. Han var kung av Korea mellan 1031 och 1034. 